# Championnats d'Europe de judo 1955
Navigation
Édition précédente Édition suivante
La 5e édition des championnats d'Europe de judo, s'est déroulée le 4 décembre 1955 à Paris, en France.

## Résultats

### Individuels
| Épreuves                         | Or                    | Argent                   | Bronze                                      |
| -------------------------------- | --------------------- | ------------------------ | ------------------------------------------- |
| 1e dan                           | André Colonges (FRA)  | Dominique Demartre (FRA) | Jan de Wall (NED) Willem Dadema (NED)       |
| 2e dan                           | Daniel Outelet (BEL)  | Douglas Young (GBR)      | Tony Mack (GBR) Alexandr Adamec (TCH)       |
| 3e dan                           | Anton Geesink (NED)   | Henri Courtine (FRA)     | André Colonges (FRA) Alfred Tompich (TCH)   |
| 4e dan                           | Jean de Herdt (FRA)   | Robert Sauveniere (FRA)  |                                             |
| Toutes catégories catégorie Open | Bernard Pariset (FRA) | Anton Geesink (NED)      | Pierre De Rouck (BEL) Henrich Metzler (FRG) |

### Par équipes
| Épreuve     | Or                                                                             | Argent                                                                 | Bronze |
| ----------- | ------------------------------------------------------------------------------ | ---------------------------------------------------------------------- | --- |
| Par équipes | France Guy Cauquil André Collonges Henri Courtine Robert Dazzi Bernard Pariset | Royaume-Uni Geof Gleeson Tony Mack Charles Palmer Stepto Douglas Young | Autriche Walter Gauhs Robert Jaquemond Leopold Körner Franz Neugebauer Kurt Wernard Pays-Bas Jan de Waal Hein Essink Piet Feyt Anton Geesink Geurt van den Dolewaard |

## Tableau des médailles
Les médailles obtenues dans la compétition par équipes ne sont pas comptabilisées dans le tableau de médailles.
| Rang  | Nation               | Or | Argent | Bronze | Total |
| ----- | -------------------- | -- | ------ | ------ | ----- |
| 1     | France               | 3  | 3      | 1      | 7     |
| 2     | Pays-Bas             | 1  | 1      | 2      | 4     |
| 3     | Belgique             | 1  | 0      | 1      | 2     |
| 4     | Royaume-Uni          | 0  | 1      | 1      | 2     |
| 5     | Tchécoslovaquie      | 0  | 0      | 2      | 2     |
| 6     | Allemagne de l'Ouest | 0  | 0      | 1      | 1     |
| Total | Total                | 5  | 5      | 8      | 18    |

## Sources
- Podiums complets sur le site JudoInside.com.

- Epreuve par équipes sur le site allemand sport-komplett.de.